# Schmal-Beerbach
Schmal-Beerbach ist der nördlichste Ortsteil der Gemeinde Lautertal und zugleich die nördlichste Ortschaft im südhessischen Landkreis Bergstraße.

## Geographie
Der Weiler Schmal-Beerbach liegt ca. 6 km nordöstlich von Bensheim und 3,5 km nordnordöstlich der Gemeindeverwaltung in Reichenbach im Vorderen Odenwald an einem Quellarm des Wurzelbachs, der bei Hoxhohl in die Modau mündet. Das Gebiet des Ortsteils besteht aus der im äußersten Norden des Gemeindegebiets liegenden Gemarkung Schmal-Beerbach mit einer Fläche von 83 Hektar. Schmal-Beerbach ist mit dem südlich angrenzenden Weiler Wurzelbach zusammengewachsen. Nach Nordwesten steigt die fast ausschließlich landwirtschaftlich genutzte Gemarkung zu dem einen Kilometer entfernten bewaldeten Höhenzug an, über den die Hutzelstraße als Höhenweg führt. Die höchste Erhebung erreicht dort in der Nähe der Bergkuppe Auf dem Steigerts 430 Meter.
Die nächstgelegenen Ortschaften sind im Süden – hinter Wurzelbach – Beedenkirchen, im Westen Staffel, im Nordwesten Steigerts und Ober-Beerbach, im Nordosten Allertshofen und im Südosten Brandau. Durch den Ort verläuft die Landesstraße L 3098, die von Reichenbach kommend über Beedenkirchen nach Schmal-Beerbach und weiter nach Ober-Beerbach führt. Vor dem Orts zweigt die L 3101 nach Balkhausen ab, wo sie auf die L 3103 trifft.

## Geschichte

### Ortsgeschichte
Der früheste erhalten gebliebene urkundliche Nachweis belegt das Bestehen des Ortes unter der Schreibweise Scmalberbach seit dem Jahr 1561. Der Namensbestandteil „Schmal-“ gibt die noch mittelhochdeutsche Bedeutung des Wortes „schmal“ im Sinne von „klein“ wieder. Schmal-Beerbach war ursprünglich ein aus nur drei Bauernhöfen bestehender Weiler, der zur Gemarkung Ober-Beerbach gehörte.
Die Statistisch-topographisch-historische Beschreibung des Großherzogthums Hessen berichtet 1829 über Schmal-Beerbach:

„Schmalbeerbach (L. Bez. Bensheim} luth. Filialdorf; liegt 3 St. von Bensheim und besteht aus 9 Häusern mit 56 Einw-, die bis auf 1 Kath. lutherisch sind. Der Ort kam mit der Burg Frankenstein 1662 durch Kauf an Hessen.“

Im Jahr 1854 wurde Schmalbeerbach kirchlich noch als Filialdorf ausgewiesen und 1872 wurde es als „zu Ober-Beerbach gehörig“ angegeben.
Für Rechtsprechung und Verwaltung war hier in der Frühen Neuzeit das Amt Seeheim zuständig. Bei der Trennung der Rechtsprechung von der Verwaltung im Großherzogtum Hessen 1821 ging die erstinstanzliche Rechtsprechung in Schmal-Beerbach auf das neu eingerichtete Landgericht Zwingenberg über. Ab 1879 war das Amtsgericht Zwingenberg zuständig, das 1934 aufgelöst wurde. Seitdem ist das Amtsgericht Bensheim zuständig.
Im Zuge der Gebietsreform in Hessen wurde Schmal-Beerbach zugleich mit Ober-Beerbach am 31. Dezember 1971 zu einem Teil der Gemeinde Seeheim. Am 1. Januar 1977 wurde der Südzipfel der Gemarkung Ober-Beerbach, in dem der Weiler Schmal-Beerbach lag, kraft Gesetzes aus der Gemeinde Seeheim und der Gemarkung Ober-Beerbach herausgelöst. Damit wechselte auch die Kreiszugehörigkeit vom Landkreis Darmstadt zum Landkreis Bergstraße. Seitdem bildet Schmal-Beerbach eine eigene Gemarkung in der Gemeinde Lautertal, die dem Ortsbezirk Beedenkirchen und dem dortigen Ortsbeirat und Ortsvorsteher zugeordnet wurde.

### Verwaltungsgeschichte im Überblick
Die folgende Liste zeigt die Staaten und Verwaltungseinheiten, denen Schmal-Beerbach angehört(e):
- vor 1662: Heiliges Römisches Reich, Herrschaft Frankenstein
- ab 1662: Heiliges Römisches Reich, Landgrafschaft Hessen-Darmstadt (durch Kauf), Obergrafschaft Katzenelnbogen, Amt Seeheim-Tannenberg
- ab 1803: Heiliges Römisches Reich, Landgrafschaft Hessen-Darmstadt, Fürstentum Starkenburg, Amt Seeheim-Tannenberg
- ab 1806: Großherzogtum Hessen,[Anm. 2] Fürstentum Starkenburg, Amt Seeheim[10]
- ab 1815: Großherzogtum Hessen[Anm. 3], Provinz Starkenburg, Amt Seeheim
- ab 1821: Großherzogtum Hessen, Provinz Starkenburg, Landratsbezirk Bensheim[Anm. 4]
- ab 1832: Großherzogtum Hessen, Provinz Starkenburg, Kreis Bensheim
- ab 1848: Großherzogtum Hessen, Regierungsbezirk Heppenheim
- ab 1852: Großherzogtum Hessen, Provinz Starkenburg, Kreis Bensheim
- ab 1871: Deutsches Reich,[Anm. 5] Großherzogtum Hessen, Provinz Starkenburg, Kreis Bensheim, Gemeinde Ober-Beerbach
- ab 1918: Deutsches Reich, Volksstaat Hessen,[Anm. 6] Provinz Starkenburg, Kreis Bensheim, Gemeinde Ober-Beerbach
- ab 1938: Deutsches Reich, Volksstaat Hessen, Landkreis Darmstadt,[11][Anm. 7] Gemeinde Ober-Beerbach
- ab 1945: Deutsches Reich, Amerikanische Besatzungszone,[Anm. 8] Groß-Hessen, Regierungsbezirk Darmstadt, Landkreis Darmstadt, Gemeinde Ober-Beerbach
- ab 1946: Deutsches Reich, Amerikanische Besatzungszone, Land Hessen, Regierungsbezirk Darmstadt, Landkreis Darmstadt, Gemeinde Ober-Beerbach
- ab 1949: Bundesrepublik Deutschland, Land Hessen, Regierungsbezirk Darmstadt, Landkreis Darmstadt, Gemeinde Ober-Beerbach
- ab 1972: Bundesrepublik Deutschland, Land Hessen, Regierungsbezirk Darmstadt, Landkreis Darmstadt, Gemeinde Seeheim
- ab 1977: Bundesrepublik Deutschland, Land Hessen, Regierungsbezirk Darmstadt, Landkreis Bergstraße, Gemeinde Lautertal

## Bevölkerung
Einwohnerstruktur 2011
Nach den Erhebungen des Zensus 2011 lebten am Stichtag dem 9. Mai 2011 in Schmal-Beerbach 42 Einwohner. Darunter waren keine Ausländer. Nach dem Lebensalter waren 6 Einwohner unter 18 Jahren, 12 zwischen 18 und 49, 15 zwischen 50 und 64 und 12 Einwohner waren älter. Die Einwohner lebten in 21 Haushalten. Davon waren 3 Singlehaushalte, 12 Paare ohne Kinder und 3 Paare mit Kindern, sowie 3 Alleinerziehende und keine Wohngemeinschaften. In 3 Haushalten lebten ausschließlich Senioren und in 12 Haushaltungen lebten keine Senioren.
Einwohnerentwicklung
| Quelle: Historisches Ortslexikon |                |
| • 1629:                          | 03 Hausgesesse |
| • 1829:                          | 56 Einwohner   |
| • 2011:                          | 42 Einwohner   |
| • 2013:                          | 50 Einwohner   |
| • 2022:                          | 43 Einwohner   |

## Politik
Der Ortsteil Schmal-Beerbach bildet mit den Ortsteilen Beedenkirchen, Staffel und Wurzelbach einen Ortsbezirk. Zu Details siehe Politik Beedenkirchen.

## Verkehr
Für den überörtlichen Verkehr ist Schmal-Beerbach durch zwei Landesstraßen erschlossen, die sich in der Ortsdurchfahrt Schmal-Beerbach vereinigen. Die L 3098 schafft über Beedenkirchen eine Verbindung zum Hauptort Reichenbach im Tal der Lauter und dort zu der als Nibelungenstraße bekannten Bundesstraße 47. In der anderen Richtung führt sie weiter nach Ober-Beerbach und Darmstadt. Die L 3101 schließlich kommt über Staffel von Balkhausen und führt weiter über Allertshofen nach Hoxhohl.